# Río Sepa
Der Río Sepa ist ein 147 km langer linker Nebenfluss des Río Urubamba in den östlichen Voranden in Südzentral-Peru. Er verläuft innerhalb der Provinz Atalaya der Region Ucayali.

## Flusslauf
Der Río Sepa entspringt in einem nördlichen Ausläufer der nördlichen Cordillera Vilcabamba im Südwesten des Distrikts Sepahua auf einer Höhe von etwa 640 m. Der Río Sepa fließt anfangs 6 km nach Nordosten, anschließend 5 km nach Osten. Der Fluss wendet sich in der Folge nach Norden. Er fließt entlang der Ostflanke eines nördlichen Ausläufers der Cordillera Vilcabamba und mündet schließlich in den nach Westen strömenden Río Urubamba. Die Mündung liegt 50 km ostsüdöstlich der Provinzhauptstadt Atalaya auf einer Höhe von etwa 235 m.

## Einzugsgebiet
Der Río Sepa entwässert ein Areal von etwa 1055 km² im Westen des Distrikts Sepahua. Das Gebiet ist überwiegend mit tropischem Regenwald bedeckt. Das Einzugsgebiet des Río Sepa grenzt im Osten an das des oberstrom gelegenen Río Urubamba, im Südosten an die Einzugsgebiete von Río Miaria und Río Sensa, im Süden und im Südwesten an das des Río Tambo sowie im Nordwesten an die der Flüsse Río Huao und Río Cumarillo, beides Nebenflüsse des abstrom gelegenen Río Urubamba.